# Suikoden V
Suikoden V (幻想水滸伝V?, Gensō Suikoden Faibu, ) è un gioco di ruolo alla giapponese sviluppato da Konami e Hudson Soft e pubblicato da Konami per la Sony PlayStation 2 e il quinto e ultimo capitolo della saga di Suikoden. è stato distribuito nel 2006 e ha venduto all'incirca 200.000 copie in Giappone.
Liberamente tratto da un romanzo cinese classico, Shui Hu Zhuan di Shi Nai'an, Suikoden V è incentrato sulle lotte politiche del Regno di Falena e si svolge 6 anni prima degli eventi del primo Suikoden. Il giocatore controlla il Principe di Falena e viaggia per il mondo, acquisendo alleati e affrontando i problemi della nazione. Il gioco presenta una vasta gamma di personaggi, con oltre sessanta personaggi utilizzabili in combattimento e molti altri in grado di aiutare o ostacolare il Principe in vari modi.

## Meccaniche di gioco
Suikoden V è un videogioco di ruolo e quindi presenta molti dei tratti tradizionali. Il giocatore controlla il principe e viaggia con lui per la mappa del mondo, avanzando nella trama risolvendo questioni e parlando con altri personaggi. Il principe può anche reclutare nuovi personaggi per la sua causa, il che spesso comporta brevi missioni secondarie . Nelle città, il giocatore può raccogliere informazioni, affilare le armi del personaggio, apprendere nuove abilità e acquistare equipaggiamento; le aree selvagge generalmente presentano incontri casuali con mostri. Il gioco gira a 60 FPS ed è il primo gioco 3D Suikoden a presentare un sistema di telecamere simile alla prospettiva dall'alto verso il basso dei primi 2 giochi.
Il sistema di battaglia di Suikoden V prevede gruppi di sei persone in combattimento, anziché di quattro come in Suikoden IV, ritornando così a un sistema preferito dal pubblico. Ogni personaggio è anche controllabile individualmente (al contrario di Suikoden III). Una varietà di statistiche in Suikoden V determina l'abilità di combattimento nel gioco. Come in Suikoden III, esiste un sistema di abilità in Suikoden V; per esempio, l'abilità "Resistenza" aumenta i punti ferita di un personaggio. Personaggi diversi hanno affinità per abilità diverse. Solo due abilità possono essere equipaggiate per ogni personaggio, anche se possono essere cambiate in qualsiasi momento tra una battaglia e l'altra. Se tutti e sei i personaggi perdono tutti i loro punti ferita e sono quindi inabili, il gioco finisce e il giocatore deve ricominciare. Esistono eccezioni per alcune battaglie della trama in cui la vittoria è facoltativa; il giocatore può perdere e la trama continua, anche se in modo leggermente diverso.
I personaggi possono essere schierati in una varietà di formazioni di combattimento su una griglia di circa 6x4. Ogni formazione consente al gruppo di ottenere aumenti ad alcune statistiche, quali la difesa o l'attacco, e sono occasionalmente compensati da statistiche ridotte in altre categorie. Nuove formazioni vengono acquisite nel corso del gioco. Come nei giochi precedenti, alcuni personaggi hanno speciali attacchi cooperativi che possono potenzialmente fare più danni. Questi attacchi spesso fanno più danni del normale e non possono andare a vuoto, ma non possono nemmeno ricevere bonus di danno critico e non possono colpire bersagli più volte. È anche abilitata una funzione di battaglia automatica per affrontare rapidamente battaglie facili.
I personaggi che non partecipano direttamente al combattimento di solito offrono altri servizi al principe, come gestire un negozio, fornire indizi per potenziali reclute o aiutare nelle battaglie strategiche di guerra. Inoltre, fino a quattro personaggi possono essere tenuti nella riserva del partito corrente; alcuni personaggi non combattenti, quando sono nella riserva, offrono vantaggi minori come la guarigione dopo la battaglia o una maggiore possibilità di trovare un oggetto speciale dopo la battaglia.
Le rune, la fonte di tutta la magia nel mondo di Suikoden, sono gestite in modo simile ad altri giochi di Suikoden . I personaggi hanno un certo numero di utilizzi degli incantesimi per "livello dell'incantesimo"; per esempio, un personaggio con quattro slot incantesimo di livello 1 e una runa dell'acqua potrebbe lanciare "Kindness Drops" (l'incantesimo della runa dell'acqua di livello 1) quattro volte. Altre rune offrono vantaggi diversi e alcune possono essere utilizzate tutte le volte che lo si desidera.
Le battaglie strategiche di guerra dei precedenti Suikoden ritornano per i grandi scontri dell'esercito, e sono in tempo reale con maggiore libertà di movimento rispetto ai sistemi dei precedenti giochi che avevano mappe con caselle a base esagonale e quadrata. Il campo di battaglia ora è continuo. A Suikoden V esistono sia battaglie terrestri che navali; alcune battaglie combinano anche entrambi gli elementi. Il sistema è analogo a Sasso, Carta, Forbici, dove la cavalleria batte la fanteria, la fanteria batte gli arcieri e gli arcieri battono la cavalleria; in mare, le navi ariete sono forti contro le navi con armi a lungo raggio, le navi di fanteria sconfiggono gli arieti e le navi con armi a lungo raggio battono le navi di fanteria. Ci sono anche ulteriori vantaggi nell'avere determinati personaggi in determinate unità, come attacchi magici usando rune o bonus di leadership. Esistono anche alcune unità speciali nelle unità di castori e nelle unità di cavalleria dei draghi, che possono viaggiare sia per mare che per terra.
Suikoden V contiene anche una serie di minigiochi, tra cui, a titolo esemplificativo, la pesca, accessibile tramite il personaggio di Subala, e Blind Man's Bluff, un gioco di carte giocato da Linfa.

## Storia

### Ambientazione
Suikoden V si svolge nel Regno di Falena, ritraendone gli eventi otto anni prima dei fatti narrati in Suikoden e 142 anni dopo gli eventi di Suikoden IV. Il regno di Falena è una terra relativamente ricca sostenuta dal fiume Feitas, che collega le sue parti disparate e consente il commercio e la comunicazione. È governato dalla regina Arshtat e da suo marito Ferid, che sono stati una forza equilibrante e costante dalla scomparsa della regina madre, la cui memoria non è tenuta in alta considerazione. Tuttavia, le tensioni del passato non sono state del tutto risolte. La madre e la zia di Arshtat erano state impegnate in una lotta segreta per il potere sulla successione. Il governo di Falena ha frange di potenti nobili che mantengono le proprie forze separate a quelle del monarca. La mano di Arshtat nel matrimonio era vista come la chiave per ottenere potere in futuro dai nobili; una guerra civile fu evitata per un pelo quando Ferid, un estraneo neutrale, vinse i Giochi Sacri e quindi si arrogò il diritto di sposare Arshtat.
Arshtat e Ferid hanno generato due eredi, il principe (nominato dal giocatore, ma chiamato Freyjdour nel manga) e Lymsleia. All'inizio di Suikoden V, è giunto il momento dei Giochi Sacri in onore di Lymsleia: un torneo di gladiatori in cui il vincitore può chiedere la mano della futura regina in matrimonio. (La successione è assolutamente agnatica, senza la possibilità per un uomo di ereditare il trono.) A parte i molti liberi professionisti, corteggiatori e nobili indipendenti che desiderano questo premio, le due casate nobiliari più potenti ne hanno ambedue un particolare interesse; come con i Giochi Sacri di Arshtat, la mano di Lymsleia potrebbe rivelarsi un vantaggio cruciale. I Godwin credono che Falena debba essere più centralizzata, potente e forse espansionistica. I Barows sono più interessati a ricostruire e commerciare con nazioni straniere. La fazione dei Barows è stata in qualche modo in declino negli ultimi tempi, sebbene siano ancora potenti; una recente guerra con il vicino regno di New Armes è stata combattuta nelle terre alleate dei Barows, mentre i Godwin sono rimasti al sicuro e intatti nell'ovest di Falena, il che forse spiega il desiderio dei Barows di non inimicarsi ulteriormente con Armes. La famiglia reale e altri temono che se un Godwin o un Barows dovessero vincere, potrebbe innescare un'altra lotta.
Una parte fondamentale dell'ambientazione di Suikoden è l'esistenza delle Rune, la fonte di tutta la magia . Qualsiasi persona può avere una runa incisa su di sé, anche se alcune persone sono più talentuose nel loro uso e altre possono inscrivere più di una runa (con tre come massimo generale). A sua volta, tutto il potere delle singole rune scolpite alla fine discende dalle potenti 27 vere rune, che hanno creato il mondo nella mitologia ' Suikoden . Il tesoro nazionale di Falena è la runa del sole, una vera runa che può portare prosperità e crescita, nonché distruzione e calamità. Falena controlla anche le rune "figlie" della runa del sole: la runa dell'alba e la runa del crepuscolo.
Il controllo di Falena sulle rune, negli anni in cui è ambientato il videogioco, ha lasciato un po' a desiderare. Due anni prima dell'inizio di Suikoden V, i residenti di Lordlake si ribellarono e attaccarono il palazzo orientale, vicino alla capitale Sol-Falena. Nella confusione, la runa dell'alba, che era ospitata lì, è stata rubata. Lordlake era stata precedentemente considerata la più fedele di tutte le città al governo reale e aveva in concessione privilegi speciali. Con questo apparente atto di alto tradimento da parte di Lordlake, Arshtat prese su di sé la Runa del Sole, normalmente conservata nel palazzo di Sol-Falena su un piedistallo, e usò il potere della Runa per bruciare la vegetazione, la fauna e il fiume di Lordlake, uccidendo il suo leader Lord Rovere nel processo. Da quando ha portato la Runa del Sole, Arshtat, normalmente compassionevole, è diventata sempre più lunatica nel comportamento, incline a sbalzi d'umore e feroci accessi di vendetta.

### Caratteri
Come per i precedenti titoli Suikoden, ci sono " 108 Stelle del Destino " da reclutare nel gioco. Mentre alcuni personaggi si uniscono secondo i requisiti della storia, altri richiedono che il principe li recluti in un momento specifico o soddisfacendo condizioni particolari. In quanto tali, alcuni personaggi possono mancare del tutto.
Alcuni dei personaggi di Suikoden V sono apparsi nei precedenti giochi di Suikoden ; poiché Suikoden V si svolge prima di I – III, le loro esperienze in Falena sono una sorta di prequel per loro. In particolare, Georg Prime e Lorelai giocano entrambi ruoli importanti in Suikoden V e appaiono in altri giochi, mentre Viki, Jeane e Leknaat continuano la loro corsa su tutti i giochi di Suikoden fino ad oggi.

## Trama
Due anni dopo che Lordlake è stata rasa al suolo dalla sua runa del sole, la regina Arshtat invia suo figlio, il principe, sua sorella Sialeeds e le loro guardie del corpo reali Lyon e Georg Prime per ispezionare lo stato della città in rovina. Il giocatore nei panni del principe vede lo stato della città inaridita e ne fa rapporto, ma Arshtat ancora li disprezza; dichiara che i cittadini di Lordlake meritano la loro desolazione per aver rubato la runa dell'alba. Il marito di Arshtat, Ferid, la riporta in sé e lei congeda la squadra di ispezione con un sussurro.
Successivamente, si avvicinano i Giochi sacri per organizzare il matrimonio della principessa Lymsleia, che si tengono un po' presto per Lymsleia, una bambina di dieci anni. I due principali concorrenti, che si presentano entrambi con un campione, provengono da casate nobili rivali: il bizzarro Euram Barows e l'ex fidanzato di Sialeeds, il carismatico Gizel Godwin. La famiglia reale, tuttavia, predilige il misterioso estraneo Belcoot, poiché un'opzione neutrale ha meno probabilità di causare conflitti; il principe tenta di aiutare Belcoot in silenzio con l'approvazione di Ferid. Tuttavia, Gizel trucca con successo i Giochi a suo vantaggio e il suo campione Childerich sconfigge un Belcoot drogato mentre il campione di Barows viene squalificato.
Tuttavia, Lord Marscal Godwin, il padre di Gizel, è tutt'altro che impressionato dalle attività di Gizel, pensando di essersi reso nemico del principe e della famiglia reale nel suo insieme con i suoi complotti. Inoltre, la famiglia reale ha preso Zegai, il campione di Barows, sotto la propria custodia personale, che potrebbe forse aiutare a rivelare l'inganno dei Godwin e offrire una scusa per annullare il fidanzamento. Così, i Godwin lanciano un attacco preventivo alla cerimonia di fidanzamento a Sol-Falena, la capitale di Falena. Arshtat e Ferid avevano previsto e preparato l'attacco, ma non il coinvolgimento degli assassini d'élite di Nether Gate, che travolgono le difese del palazzo. La lotta culmina con la morte di Arshtat e Ferid, mentre Lymsleia si ritrova prigioniera. Il principe (la cui irrilevanza per la linea di successione lo ha reso l'obiettivo con la priorità più bassa), Lyon, Georg e Sialeeds sono costretti a fuggire.
Il principe si incammina verso un santuario, cercando un modo per reagire. Riesce a trovarlo (temporaneamente) venendo ospitato dell'influente nobile Salum Barows, rivale di lunga data di Lord Godwin. Salum (con suo figlio Euram a fianco) ha chiaramente intenzione di essere il partner senior nella sua alleanza con il principe, ma il principe deve raccogliere tutti gli alleati che riesce a trovare. Con riluttanza, Sialeeds suggerisce di portare aiuto sotto forma della leggendaria tattica Lucretia Merces, che il principe libera dalla prigione in cui è rinchiusa. Con la sua intelligenza e la vasta rete di contatti, Lucretia scopre che i Barows erano dietro il furto della Runa dell'Alba, un atto di alto tradimento. Con questa rivelazione, il principe riesce a convincere gli alleati dei Barows a unirsi a lui personalmente, inclusa anche la figlia di Salum, Luserina. La runa dell'alba recuperata sceglie il principe come suo nuovo portatore, anche se il principe non potrà mai ereditare il trono.
Lucrezia guida il principe e il suo esercito nello stabilire un quartier generale, stringere alleanze, ripristinare Lordlake e vincere una lunga serie di battaglie. I Godwin incoronano Lymsleia e affermano di combattere in suo nome, ma perdono la guerra propagandistica a causa della resistenza del principe, delle accuse di aver ordito un colpo di stato, della restaurazione di Lordlake (correggendo così un errore del governo di Arshtat) e della sciocca brutalità dei comandanti dell'esercito di Godwin. La guerra civile volge quasi al termine quando Lymsleia scende in campo personalmente, ufficialmente a causa dell'incapacità di Godwin di reprimere la "ribellione", ma in realtà per essere salvata dal fratello. Il principe e le sue forze sconfiggono le sue guardie del corpo e tentano di sottrar loro Lymsleia; senza Lymsleia, il governo di Godwin crollerebbe. A questo punto, tuttavia, Sialeeds si schiera dalla parte di Gizel, allontanando Lymsleia e prolungando il conflitto. Lyon è gravemente ferito, impedendo al partito di inseguire Lymsleia. Nel frattempo, Sialeeds riprende la Runa del Crepuscolo, la controparte della Runa dell'Alba che si trova nel territorio di Godwin.
I Godwin godono di un breve capovolgimento di fortuna con nuove leve per l'esercito e un'alleanza con una fazione del vicino di Falena, Armes. Tuttavia, la cavalleria di dragoni normalmente neutrale di Falena entra in guerra dalla parte del principe a causa del coinvolgimento di Armes, e i Godwin vengono respinti ancora una volta. Sialeeds assicura che le forze del principe debbano catturare Stormfist, la sede del potere di Godwin, e cancellare completamente ogni possibile roccaforte della simpatia di Godwin. Nonostante sia apparentemente affiliato ai Godwin, tuttavia, Sialeeds incenerisce un'imboscata Godwin alle forze del principe. Sialeeds in seguito uccide Salum Barows in nome di Gizel, lasciando il piagnucoloso Euram vivo con la velenosa provocazione che la fazione di Barows cadrà sicuramente in rovina con un idiota come lui al comando.
Solo la capitale Sol-Falena rimane sotto il controllo di Godwin. La battaglia che vi si svolge porta alla morte sia di Sialeeds che di Gizel. Mentre spira, Sialeeds accenna alle sue motivazioni (che le sue cameriere confermano, se il giocatore parlerà con loro in seguito): sapeva che, se il principe avesse salvato Lymsleia quando ne aveva avuto la prima occasione, le cose sarebbero tornate come prima erano prima, con la stessa nobiltà corrotta che deteneva lotte di potere. L'unico modo, nella sua mente, per assicurarsi il controllo della famiglia reale sul regno era prolungare la guerra in modo tale che la nobiltà sarebbe stata completamente e totalmente rovinata. Facendolo nel nome dei Godwin, il principe e Lymsleia potrebbero sbarazzarsi di loro senza sporcarsi le mani. Quando Gizel muore, abbattuto dal principe in un duello, dichiara che Sialeeds è stata l'unico vera vincitrice. Lord Marscal, l'unico Godwin rimasto, si ritira con la runa del sole in una catena montuosa vicina, dove incontra il principe in una resa dei conti per dimostrare che i reali possono governare senza il potere della runa del sole. Marscal attira in sé il potere della runa per la battaglia finale con l'incarnazione della runa.
Alla fine, Lymsleia riprende il trono e scioglie il Senato, anche se viene creato un nuovo parlamento rappresentativo per sostituirlo e consigliare la regina. A seconda delle scelte e delle prestazioni del giocatore, sono possibili diversi finali. Se sono state reclutate pochissime stelle del destino opzionali, Lyon muore per le ferite che ha ricevuto in precedenza e il principe si allontana da solo disperato. Se la maggior parte ma non tutte le stelle sono state reclutate, il principe viaggia per il mondo con Georg. Se tutte le 108 stelle sono state reclutate, Lyon sopravvive. Se il principe ha scelto di essere gentile quando interagisce con Lymsleia, ha l'ulteriore opzione di rimanere a Falena e diventare il nuovo comandante dei Queen's Knights, con Lyon al suo fianco.

## Sviluppo
Suikoden V è stato diretto da Takahiro Sakiyama, un nuovo arrivato nel franchise di Suikoden, e scritto da Kazuyoshi Tsugawa, che è stato lo scrittore di The Sword of Etheria e ha lavorato al design del sistema di battaglia per Skies of Arcadia . Il gioco è iniziato come un gaiden per la serie, con lo sviluppo iniziato anche prima di quello di Suikoden IV.  Tuttavia, man mano che il contenuto che il team ha inventato è cresciuto, alla fine si è evoluto in un capitolo principale della saga.

## Colonna sonora
La musica è stata composta dai compositori di Hudson Soft Yoshihiro Tsukahara, Takashi Watanabe, Kuniyuki Takahashi e Chiharu Mukaiyama sotto la direzione del veterano di Konami Norikazu Miura. La sigla di apertura, "Wind of Phantom", è stata composta da Yuji Toriyama, diretta da Robin Smith ed eseguita dalla Royal Philharmonic Orchestra.
Il Genso Suikoden V OST completo, con tutta la musica del gioco in forma originale, è stato rilasciato il 24 marzo 2006. In precedenza era stato rilasciato un disco demo "Limited Edition" con 10 tracce.

## Ricezione
Suikoden V ha avuto vendite deludenti rispetto ai precedenti Suikoden su PlayStation 2. Nel 2006 in Giappone, il gioco ha venduto 194.780 copie, in calo rispetto alle 303.069 di Suikoden IV. Famitsu gli ha dato un punteggio totale di 32 su 40.
Altrove, il gioco ha ricevuto "recensioni generalmente favorevoli" secondo il sito web di aggregazione di recensioni Metacritic .  La trama ha ricevuto elogi per la profondità delle sue manovre politiche, anche se il gioco inizia un po' lentamente: GameSpy ha detto: "Suikoden V ha una trama solida e ben fatta che non telegrafa ogni svolta o si conforma a cliché imbarazzanti". La maggior parte dei revisori ha anche trovato coinvolgente il cast di personaggi; GameSpot ha affermato che "Suikoden è sempre stato bravissimo a far emergere personalità uniche con pochi scambi di conversazioni, e ci sono molte persone interessanti da incontrare e aggiungere alle tue forze".  Suikoden V ha anche invertito il trend per alcune delle modifiche impopolari di Suikoden IV (come i party di 4 persone) e ha offerto alcuni collegamenti a Suikoden e Suikoden II per i fan dei giochi PlayStation originali.
Tuttavia, la grafica e i tempi di caricamento sono stati generalmente criticati. IGN ha scritto: "Ci sono un sacco di caricamenti ovunque ti giri. Spostarsi da un'area all'altra significa caricare 2-5 secondi; iniziare una battaglia significa caricare 7-10 secondi; vincere una scaramuccia porta un caricamento di 4-6 secondi." Game Revolution ha detto della grafica che "le battaglie dell'esercito e le scene tagliate nel motore sembrano a blocchi e grezze, ma le scene tagliate in CGI sono belle e dettagliate. Le città hanno un bell'aspetto, ma i dungeon sono incubi orribili, insipidi, labirintici."
Suikoden V ha vinto il premio IGN 2006 per la migliore storia su PlayStation 2. Ha anche vinto premio della rivista di gioco danese Gamereactor per la migliore storia in assoluto ed è stato nominato da loro il nono miglior gioco dell'anno.